# Trachylepis thomensis

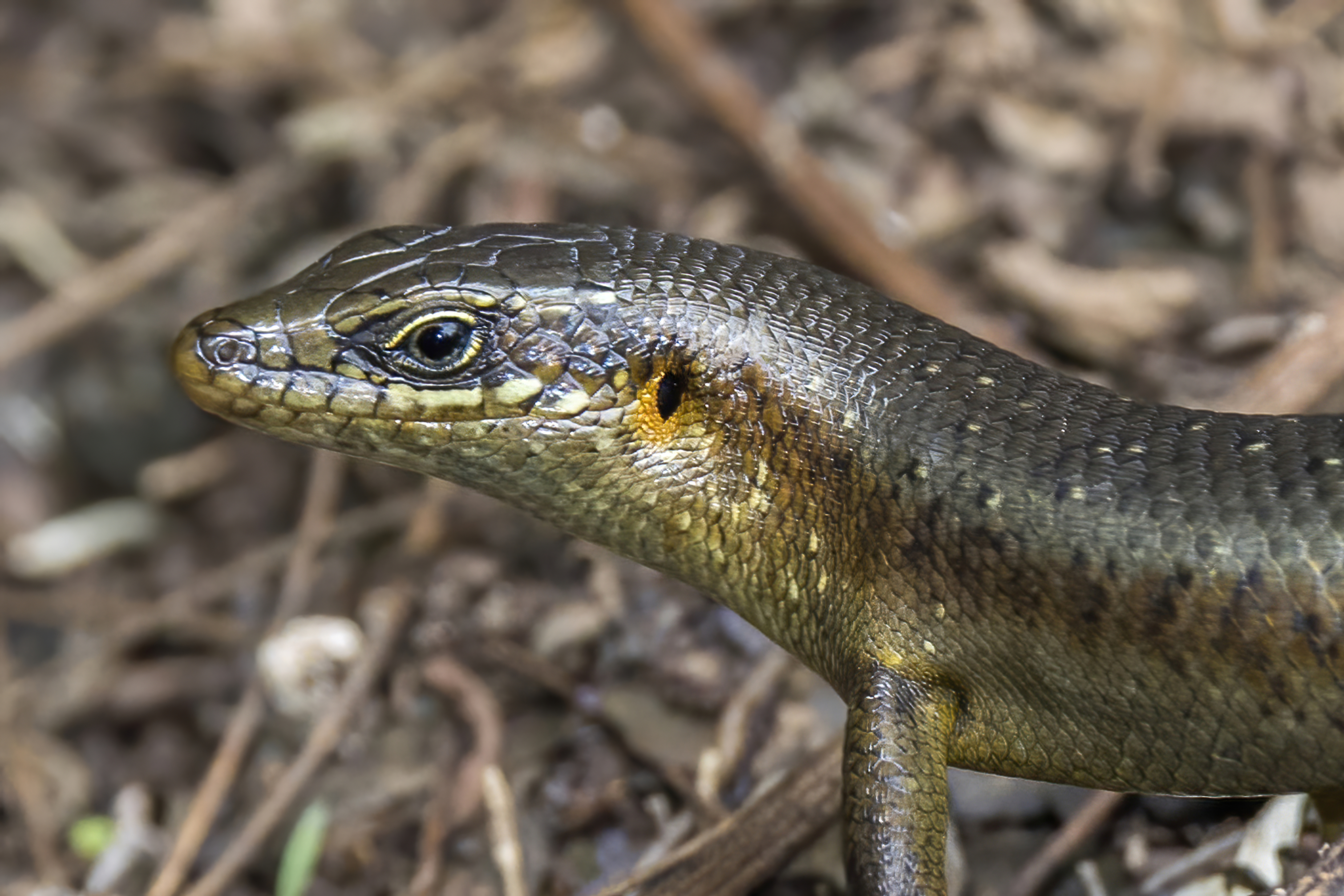
Сан-томейський сцинк

Trachylepis thomensis (сан-томейський сцинк) — вид сцинкоподібних ящірок родини сцинкових (Scincidae). Ендемік Сан-Томе і Принсіпі.

## Поширення і екологія
Сан-томейські мабуї мешкають на острові Сан-Томе в Гвінейській затоці, а також на сусідніх острівцях Ролаш і Сантана. Вони живуть у відкритих скелястих місцевостях, трапляються в садах.